# Seznam týmů MLB podle účasti ve Světové sérii
Následující tabulka obsahuje seznam týmů Major League Baseball řazený podle počtu účastí týmu ve Světové sérii. U týmů je uváděno  současné jméno (a to i v případech, kdy se účastnily Světové série pod jiným jménem).
Po 118. Světové sérii v roce 2022:
- American League – 67 vítězství
- National League – 51 vítězství

| Poř. | Název klubu            | Liga | Výhry | Prohry | %     | Ročníky výher v sérii | Ročníky proher v sérii                                                              | Poznámka                                          |
| ---- | ---------------------- | ---- | ----- | ------ | ----- | --- | ----------------------------------------------------------------------------------- | ------------------------------------------------- |
| 1.   | New York Yankees       | AL   | 27    | 13     | 67,5  | 1923, 1927, 1928, 1932, 1936, 1937, 1938, 1939, 1941, 1943, 1947, 1949, 1950, 1951, 1952, 1953, 1956, 1958, 1961, 1962, 1977, 1978, 1996, 1998, 1999, 2000, 2009 | 1921, 1922, 1926, 1942, 1955, 1957, 1960, 1963, 1964, 1976, 1981, 2001, 2003        |                                                   |
| 2.   | St. Louis Cardinals    | NL   | 11    | 8      | 57,9  | 1926, 1931, 1934, 1942, 1944, 1946, 1964, 1967, 1982, 2006, 2011                                                                                                 | 1928, 1930, 1943, 1968, 1985, 1987, 2004, 2013                                      |                                                   |
| 3.   | Oakland Athletics      | AL   | 9     | 5      | 64,3  | 1910, 1911, 1913, 1929, 1930 - 1972, 1973, 1974, 1989 | 1905, 1914, 1931 - 1988, 1990                                                       | 5–3 jako Philadelphia Athletics                   |
| 4.   | Boston Red Sox         | AL   | 9     | 4      | 69,2  | 1903 - 1912, 1915, 1916, 1918, 2004, 2007, 2013, 2018 | 1946, 1967, 1975, 1986                                                              | 1–0 jako Boston Americans                         |
| 5.   | San Francisco Giants   | NL   | 8     | 12     | 40,0  | 1905, 1921, 1922, 1933, 1954 - 2010, 2012, 2014 | 1911, 1912, 1913, 1917, 1923, 1924, 1936, 1937, 1951 - 1962, 1989, 2002             | 5–9 jako New York Giants                          |
| 6.   | Los Angeles Dodgers    | NL   | 7     | 14     | 33,3  | 1955 - 1959, 1963, 1965, 1981, 1988, 2020 | 1916, 1920, 1941, 1947, 1949, 1952, 1953, 1956 - 1966, 1974, 1977, 1978, 2017, 2018 | 1–8 jako Brooklyn Robins/Dodgers                  |
| 7.   | Cincinnati Reds        | NL   | 5     | 4      | 55,6  | 1919, 1940, 1975, 1976, 1990 | 1939, 1961, 1970, 1972                                                              |                                                   |
| 8.   | Pittsburgh Pirates     | NL   | 5     | 2      | 71,4  | 1909, 1925, 1960, 1971, 1979 | 1903, 1927                                                                          |                                                   |
| 9.   | Detroit Tigers         | AL   | 4     | 7      | 36,4  | 1935, 1945, 1968, 1984 | 1907, 1908, 1909, 1934, 1940, 2006, 2012                                            |                                                   |
| 10.  | Atlanta Braves         | NL   | 4     | 6      | 40,0  | 1914, 1957, 1995, 2021 | 1948, 1958, 1991, 1992, 1996, 1999                                                  | 1–1 jako Boston Braves, 1–1 jako Milwaukee Braves |
| 11.  | Chicago Cubs           | NL   | 3     | 8      | 27,3  | 1907, 1908, 2016 | 1906, 1910, 1918, 1929, 1932, 1935, 1938, 1945                                      |                                                   |
| 12.  | Baltimore Orioles      | AL   | 3     | 4      | 42,9  | 1966, 1970, 1983 | 1944 - 1969, 1971, 1979                                                             | 0–1 jako St. Louis Browns                         |
| 13.  | Minnesota Twins        | AL   | 3     | 3      | 50,0  | 1924 - 1987, 1991 | 1925, 1933 - 1965                                                                   | 1–2 jako Washington Senators                      |
| 14.  | Chicago White Sox      | AL   | 3     | 2      | 60,0  | 1906, 1917, 2005 | 1919, 1959                                                                          |                                                   |
| 15.  | Philadelphia Phillies  | NL   | 2     | 6      | 25,0  | 1980, 2008 | 1915, 1950, 1983, 1993, 2009, 2022                                                  |                                                   |
| 16.  | Cleveland Indians      | AL   | 2     | 4      | 33,3  | 1920, 1948 | 1954, 1995, 1997, 2016                                                              |                                                   |
| 17.  | New York Mets          | NL   | 2     | 3      | 40,0  | 1969, 1986 | 1973, 2000, 2015                                                                    |                                                   |
| 18.  | Houston Astros         | AL*  | 2     | 3      | 40,0  | 2017, 2022 | 2005, 2019, 2021                                                                    | 0–1 v NL                                          |
| 19.  | Kansas City Royals     | AL   | 2     | 2      | 50,0  | 1985, 2015 | 1980, 2014                                                                          |                                                   |
| 20.  | Toronto Blue Jays      | AL   | 2     | –      | 100,0 | 1992, 1993 | –                                                                                   |                                                   |
| 21.  | Florida Marlins        | NL   | 2     | –      | 100,0 | 1997, 2003 | –                                                                                   |                                                   |
| 22.  | Arizona Diamondbacks   | NL   | 1     | –      | 100,0 | 2001 | –                                                                                   |                                                   |
| 23.  | L.A. Angels of Anaheim | AL   | 1     | –      | 100,0 | 2002 | –                                                                                   |                                                   |
| 24.  | Washington Nationals   | NL   | 1     | –      | 100,0 | 2019 | –                                                                                   |                                                   |
| 25.  | San Diego Padres       | NL   | –     | 2      | –     | – | 1984, 1998                                                                          |                                                   |
| 26.  | Texas Rangers          | AL   | –     | 2      | –     | – | 2010, 2011                                                                          |                                                   |
| 27.  | Tampa Bay Rays         | AL   | –     | 2      | –     | – | 2008, 2020                                                                          |                                                   |
| 28.  | Milwaukee Brewers      | NL*  | –     | 1      | –     | – | 1982                                                                                | 0–1 v AL                                          |
| 29.  | Colorado Rockies       | NL   | –     | 1      | –     | – | 2007                                                                                |                                                   |
| –    | Seattle Mariners       | AL   | –     | –      | –     | – | –                                                                                   |                                                   |